# Ropalospora
Ropalospora A. Massal. (płasica) – rodzaj grzybów z rodziny Ropalosporaceae. Ze względu na współżycie z glonami zaliczany jest do grupy porostów.

## Systematyka i nazewnictwo
Pozycja w klasyfikacji według Index Fungorum: Ropalosporaceae, Umbilicariales, Umbilicariomycetidae, Lecanoromycetes, Pezizomycotina, Ascomycota, Fungi.
Nazwa polska według W. Fałtynowicza.

## Gatunki
- Ropalospora atroumbrina (H. Magn.) S. Ekman 1993
- Ropalospora caffra A. Massal. 1860
- Ropalospora chlorantha (Tuck.) S. Ekman 1993
- Ropalospora hibernica (P. James & Poelt) Tønsberg 1993
- Ropalospora lugubris (Sommerf.) Poelt 1980
- Ropalospora phaeoplaca (Zahlbr.) S. Ekman 1996
- Ropalospora rossii Øvstedal 2001
- Ropalospora viridis (Tønsberg) Tønsberg 1992 – płasica zielonawa

Nazwy naukowe na podstawie Index Fungorum. Nazwy polskie według W. Fałtynowicza.